# Keskenymolyok
A keskenymolyok (Gracillariinae) a valódi lepkék (Glossata) közé tartozó keskeny szárnyú molyfélék (Gracillariidae) családjának névadó alcsaládja.
Az alcsalád egyes szerzők szerint csak tíz, mások szerint közel kilencven nemet ölel fel.

## Származásuk, elterjedésük
2011-ben Magyarországon fajukat ismerték el (Pastorális, 2011);

## Életmódjuk, élőhelyük
Az egyes nemek fajainak életmódjában jelentős különbségeket fedezhetünk fel. A Parectopa, az Arcocercops stb. nemek hernyói egészen a bábozódásig aknáznak, más nemek hernyóinak fejlődése két szakaszos. Így például a Caloptilia-, a Callisto-, a Gracillaria- és Parornix-fajok fiatal hernyói aknáznak, idősebb korukban viszont a levélkaréjból készített levélsodratban élnek.

## Rendszertani felosztásuk a magyarországi fajokkal
- Acrocercops
  - tölgyaknázó hólyagosmoly (Acrocercops brongniardella Fabricius, 1789) – hazánkban általánosan előfordul (Fazekas, 2001; (Pastorális, 2011);
- Africephala
- Amblyptila
- Apistoneura
- Apophthisis

Aristaea
- Artifodina
- Aspilapteryx
  - hangyabogáncs-keskenymoly (Aspilapteryx limosella Duponchel, 1843) – hazánkban általánosan előfordul (Pastorális, 2011; Pastorális & Szeőke, 2011);
  - útifű-keskenymoly (Aspilapteryx tringipennella Zeller, 1839) – hazánkban általánosan előfordul (Horváth, 1997; Pastorális, 2011; Pastorális & Szeőke, 2011);
- Borboryctis
- Callicercops
- Callisto (Stephens, 1834)
  - almalevél-hólyagosmoly (Callisto denticulella Thunberg, 1794) – hazánkban általánosan előfordul (Fazekas, 2001; Mészáros, 2005; Pastorális, 2011);
- Caloptilia (= Gracillaria Haworth, 1828 = Antiolopha Meyrick, 1894 = Cecidoptilia T. Kumata, 1982 = Coriscium Zeller, 1839 = Minyoptilia T. Kumata, 1982 = Ornix Treitschke, 1833 = Phylloptilia T. Kumata, 1982 = Poeciloptilia Hb., 1825 = Povolnya Kuznetzov, 1979 = Rhadinoptilia T. Kumata, 1982 = Sphyrophora Vari, 1961 = Xanthospilapteryx Spuler, 1910) 
  - tölgygöngyölő keskenymoly (Caloptilia alchimiella Scopoli, 1763) – hazánkban közönséges (Fazekas, 2001; Buschmann, 2003; Mészáros, 2005; Pastorális, 2011; Pastorális & Szeőke, 2011);
  - fagyalaknázó keskenymoly (Caloptilia cuculipennella Hb., 1796) – az ország több pontjáról előkerült (Fazekas, 2001; Pastorális, 2011);
  - égerrágó keskenymoly (Caloptilia elongella L., 1761) – hazánkban általánosan előfordul (Fazekas, 2001; Pastorális, 2011; Pastorális & Szeőke, 2011);
  - égergöngyölő keskenymoly (Caloptilia falconipennella Hb., 1813 = C. oneratella Zeller, 1847) – hazánkban általánosan előfordul (Fazekas, 2001; Pastorális, 2011);
  - komlógöngyölő keskenymoly (Caloptilia fidella Reutti, 1853) – hazánkban közönséges (Horváth, 1997; Fazekas, 2001; Pastorális, 2011);
  - széles foltú keskenymoly (Caloptilia fribergensis Fritzsche, 1871) – hazánkban sokfelé előfordul (Fazekas, 2001; Pastorális, 2011);
  - sárga fejű keskenymoly (Caloptilia honoratella Rebel, 1914) – az ország több pontjáról előkerült (Fazekas, 2001; Pastorális, 2011);
  - Caloptilia hauderi (Rebel, 1906) – Fazekas (2001) szerint Somogy megyéből ismert; Pastorális (2011) jegyzékében nem szerepel
  - juhargöngyölő keskenymoly (Caloptilia hemidactylella Denis & Schiffermüller, 1775) – hazánkban közönséges (Fazekas, 2001; Pastorális, 2011; Pastorális & Szeőke, 2011);
  - nyírfa-keskenymoly (Caloptilia populetorum Zeller, 1839) – szórványos (Pastorális, 2011);
  - kerek foltú keskenymoly (Caloptilia robustella Jäckh, 1972) – szórványos (Pastorális, 2011; Pastorális & Szeőke, 2011);
  - diógöngyölő keskenymoly (Caloptilia roscipennella Hb., 1796) – hazánkban általánosan előfordul (Fazekas, 2001; Pastorális, 2011);
  - pirosas keskenymoly (Caloptilia rhodinella Herrich-Schäffer, 1855) – szórványos (Pastorális, 2011);
  - juharlevél-keskenymoly (Caloptilia rufipennella Hb., 1796) – szórványos (Pastorális, 2011);
  - mezeijuhar-keskenymoly (Caloptilia semifascia Haworth, 1828) – hazánkban többfelé előfordul (Horváth, 1997; Fazekas, 2001; Pastorális, 2011; Pastorális & Szeőke, 2011);
  - fűzgöngyölő keskenymoly (Caloptilia stigmatella Fabricius, 1781) – hazánkban közönséges (Fazekas, 2001; Buschmann, 2003; Pastorális, 2011; Pastorális & Szeőke, 2011);
- Calybites Hb., 1822
  - sárga tükrű keskenymoly (Calybites hauderi Rebel, 1906) – hazánkban többfelé előfordul (Pastorális, 2011);
  - lóromaknázó keskenymoly (Calybites phasianipennella, Eucalybites phasianipennella Hb., 1813) – hazánkban közönséges (Buschmann, 2003; Pastorális, 2011; Pastorális & Szeőke, 2011);
  - bengeaknázó keskenymoly (Calybites quadrisignella Zeller, 1839) – hazánkban közönséges (Pastorális, 2011; Pastorális & Szeőke, 2011);
- Chilocampyla
- Chrysocercops
- Conopobathra
- Conopomorpha
- Conopomorphina
- Corethrovalva
- Cryptolectica
- Cryptologa
- Cupedia
- Cuphodes
- Cyphosticha
- Dekeidoryxis
- Deltaornix
- Dendrorycter
- Deoptilia
- Dextellia
- Dialectica (Walsingham, 1897)
  - nadálytő- hólyagosmoly (Dialectica imperialella (Mann, 1847) – hazánkban többfelé előfordul (Pastorális, 2011);
  - délvidéki hólyagosmoly (Dialectica soffneri (Gregor & Povolný, 1965) – szórványos (Pastorális, 2011);
- Diphtheroptila
- Dysectopa
- Ectropina
- Epicephala
- Epicnistis
- Eteoryctis
- Eucalybites
  - Eucalybites auroguttella (Stephens, 1835) – szórványos (Horváth, 1997; Pastorális & Szeőke, 2011)
- Eucosmophora
- Euprophantis
- Eurytyla
- Euspilapteryx Stephens, 1835
- orbáncfű-keskenymoly (Euspilapteryx auroguttella Stephens, 1835)
- Gibbovalva
- Gracillaria (Haworth, 1828)
  - északi keskenymoly (Gracillaria loriolella Frey, 1881) – szórványos (Pastorális, 2011);
  - orgona-keskenymoly (Gracillaria syringella, G. syringaria, Caloptilia  syringella, , avagy G. anastomosis Haworth, 1828) – hazánkban közönséges (Fazekas, 2001; Mészáros, 2005; Pastorális, 2011; Pastorális & Szeőke, 2011);
- Graphiocephala
- Hypectopa
- Ketapangia
- Lamprolectica
- Leucanthiza
- Leucocercops
- Leucospilapteryx Spuler, 1910
  - ürömaknázó hólyagosmoly (Leucospilapteryx omissella Stainton, 1848) – szórványos (Pastorális, 2011);
- Leurocephala
- Liocrobyla
- Macarostola
- Marmara
- Melanocercops
- Metacercops
- Micrurapteryx Spuler, 1910
  - zanótaknázó hólyagosmoly (Micrurapteryx kollariella, Parectopa kollariella Zeller, 1839) – általánosan elterjedt (Pastorális, 2011; Pastorális & Szeőke, 2011);
- Monocercops
- Neurobathra
- Neurolipa
- Neurostrota
- Oligoneurina
- Ornixola (Kuznetzov, 1979)
  - farkos keskenymoly (Ornixola caudulatella Zeller, 1839) – általánosan elterjedt (Buschmann, 2003; Pastorális, 2011);
- Pareclectis
- Parectopa (alias Eupsilapteryx Spuler, 1910 alias Macarostola Meyrick, 1907 alias Micrurapteryx Spuler, 1910)
  - iglice-magrágómoly (Parectopa ononidis Zeller, 1839) – hazánkban általánosan elterjedt (Horváth, 1997; Fazekas, 2001; Pastorális, 2011; Pastorális & Szeőke, 2011);
  - akáclevél-hólyagosmoly (Parectopa robiniella Clemens, 1863) – hazánk egyes részein a melegebb években minden fán feltűnik (Fazekas, 2001; Pastorális, 2011; Pastorális & Szeőke, 2011);
- Parornix
  - galagonya-keskenymoly (Parornix angelicella, Ornix anglicella Stainton, 1850) – hazánkban közönséges (Fazekas, 2001; Pastorális, 2011; Pastorális & Szeőke, 2011);
  - körteráncoló keskenymoly (Parornix anguliferella Zeller, 1847) – hazánkban közönséges (Fazekas, 2001; Pastorális, 2011);
  - nyírráncoló keskenymoly (Parornix betulae Stainton, 1854) – hazánkban közönséges (Fazekas, 2001; Pastorális, 2011; Pastorális & Szeőke, 2011);
  - gyertyánráncoló keskenymoly (Parornix carpinella Frey, 1863) – hazánkban közönséges (Fazekas, 2001; Pastorális, 2011; Pastorális & Szeőke, 2011);
  - mogyoró-keskenymoly (Parornix devoniella, Parornix avellanella Stainton, 1850) – hazánkban közönséges (Pastorális, 2011; Pastorális & Szeőke, 2011);
  - bükkráncoló keskenymoly (Parornix fagivora Frey, 1861) – hazánkban többfelé előfordul (Pastorális, 2011);
  - kökényráncoló keskenymoly (Parornix finitimella Zeller, 1850) – hazánkban közönséges (Fazekas, 2001; Pastorális, 2011);
  - almalevél-keskenymoly (Parornix petiolella Frey, 1863) – hazánkban közönséges (Fazekas, 2001; Pastorális, 2011; Pastorális & Szeőke, 2011);
  - berkenye-keskenymoly (Parornix scoticella Stainton, 1850) – hazánkban sokfelé előfordul (Fazekas, 2001; Pastorális, 2011);
  - magyar keskenymoly (Parornix szocsi Gozmány, 1952) – hazánkban sokfelé előfordul (Pastorális, 2011; Pastorális & Szeőke, 2011);
  - sötétbarna keskenymoly (Parornix tenella Rebel, 1919) – hazánkban többfelé előfordul (Pastorális, 2011; Pastorális & Szeőke, 2011);
  - almaráncoló keskenymoly (Parornix torquillella Zeller, 1850) – hazánkban sokfelé előfordul (Fazekas, 2001; Pastorális, 2011; Pastorális & Szeőke, 2011);
- Penica
- Philodoria
- Phodoryctis
- Phrixosceles
- Pleiomorpha
- Pogonocephala
- Polydema
- Polymitia
- Polysoma
- Povolnya (Kuznetzov, 1979)
  - kénszínű keskenymoly (Povolnya leucapennella Stephens, 1835) – szórványos (Fazekas, 2001; Pastorális, 2011);
- Psydrocercops
- Sauterina (Kuznetzov, 1979)
  - lednekaknázó hólyagosmoly (Sauterina hofmanniella Schleich, 1867) – hazánkban sokfelé előfordul (Horváth, 1997; Pastorális, 2011);
- Schedocercops
- Semnocera
- Spanioptila
- Sphyrophora
- Spulerina (Vári, 1961)
  - tölgyhajtás-keskenymoly (Spulerina simploniella Fischer von Röslerstamm, 1840) – hazánkban többfelé előfordul (Pastorális, 2011);
- Stomphastis
- Synnympha
- Systoloneura
- Telamoptilia